# Provincia di Bulacan
Bulacan (in tagalog: Bulakan; in spagnolo: Bulacán) è una provincia nella regione di Luzon Centrale nelle Filippine settentrionali.
Il suo capoluogo è Malolos.
Questa provincia è anche soprannominata la "Terra degli eroi" per aver dato i natali ad alcune delle figure più epiche e rappresentative della storia delle Filippine, come Francisco Balagtas, Marcelo Del Pilar e Gregorio Del Pilar.

## Geografia fisica
Posta nella parte centrale dell'isola di Luzon, si affaccia a sud-ovest sulla baia di Manila. Quindi procedendo verso est confina con Metro Manila e Rizal, ad est con Quezon e Aurora, a nord con Nueva Ecija e ad ovest con la provincia di Pampanga.
Bulacan occupa la parte più meridionale delle pianure fertili di Luzon Centrale. Ad est c'è la catena montuosa della Sierra Madre che raggiunge e supera i 1.000 m s.l.m. a sud la baia di Manila e la grande area metropolitana della capitale filippina.

## Geografia antropica

### Suddivisioni amministrative
La provincia di Bulacan comprende 3 città componenti e 21 municipalità.

#### Città
- Malolos
- Meycauayan
- San Jose del Monte

#### Municipalità
| - Angat - Balagtas - Baliuag - Bocaue - Bulacan - Bustos - Calumpit - Doña Remedios Trinidad - Guiguinto - Hagonoy - Marilao | - Norzagaray - Obando - Pandi - Paombong - Plaridel - Pulilan - San Ildefonso - San Miguel - San Rafael - Santa Maria |

## Economia
La vicinanza con la metropoli Manila agevola l'industrializzazione soprattutto della parte più meridionale della provincia. Vi sono cementifici, industrie ceramiche, della lavorazione della pelle e calzaturiere.
L'occupazione principale è comunque ancora l'agricoltura nella quale prevalgono riso, mais, ortaggi e frutta (mango).